# 큰저녁박쥐
큰저녁박쥐(Ia io)는 애기박쥐과에 속하는 박쥐의 일종이다. 큰저녁박쥐속(Ia)의 현존하는 유일종이다. 동아시아와 동남아시아(중국과 인도, 라오스, 네팔, 태국 그리고 베트남)에서 흔하며, 해발 고도 400~1700m 높이의 석회암 동굴 지역에서 주로 발견된다. 큰저녁박쥐의 보금자리는 동굴 입구와 동굴 체계 안의 최대 1.5km에서 발견된다. 몸길이는 90~105mm이다. 박쥐 윗부위는 갈색을 아랫부위는 회색빛을 띤다.